# Rapsodie
Der Reaktor Rapsodie (von Reacteur RAPide à SODIum Experimentale) war der erste Forschungsreaktor für die Technologie des Schnellen Brüters in Frankreich.
Rapsodie wurde auf Veranlassung des CEA-Spitzenbeamten George Vendryes im Kernforschungszentrum Cadarache gebaut und von 1967 bis 1981 für Forschungszwecke genutzt. 1981 wurde der Reaktor stillgelegt, da mittlerweile weitere, deutlich modernere Reaktoren (Harmonie, Masurka, Phénix, Superphénix) gebaut worden waren, mit deren Standard Rapsodie nicht mehr mithalten konnte.